# Amphiura calbuca
Amphiura calbuca is een slangster uit de familie Amphiuridae.
De wetenschappelijke naam van de soort werd in 1952 gepubliceerd door Theodor Mortensen.